# گفت‌وگوی بی‌پایان ستاره با مادرش در وقت مردن
گفت‌وگوی بی‌پایان ستاره با مادرش در وقت مردن نمایشنامه‌ای از محمد چرمشیر است. که در سال ۱۳۷۸، توسط انتشارات صنوبر در مجلد شبانه به‌چاپ رسیده است.

## داستان
مادری تنها که در بمباران و جنگ، همسایه‌ها و خانواده‌اش را از دست داده است و با تنها دخترش به گفتگو می‌پردازد. نمایش روایت جنگ است، جنگ بی‌پایان روایتی که گویی پایانی برایش نیست و تا غرور و کبر برجهان حاکم است این روایت ادامه دارد و قربانی می‌گیرد ودر هر جای این کره خاکی داغدارترین فرد مادر است؛ مادری که مام وطن است. مادر این نمایش یک زن جنوبی است که ناظر بر جنگ است، جنگی که به باعث و بانی‌اش کاری ندارد.

### بخشی از متن نمایشنامه
«آقات می‌گفت حالا خوبه پیش از این‌که من بمیرم مرده وگرنه چیا که دروغ و راست نمی‌کرد. آقای خدابیامرزت صد دفه بیشتر اومده به خواب من، هر صد دفه‌ام ازش پرسیدم، مرد دستتو که برای ما نیاوردن، پاتم که نیاوردن، اون میتت سرم که نداشت، خب اینا رو کجا گذوشتی مرد؟ این همه چیز به این خوبی رو کجا ول کردی و بی‌خیال مردی؟ لام تا کام که حرف نمی‌زنه، همین جور زل به آدم نیگا می‌کنه. که چی هی هلک‌وهلک پا می‌شن می‌آن تو خواب این و اون؟ الکی بهشون گفتم ستاره من دل نداره، بذارین همین‌جور که خیال می‌کنه مردین مرده باشین. خودت دیدی که، تفنگ در کردن به قبرسون کهنه چقدر مرده ریخت بیرون؟ یکی‌ش همین بیچاره حسن‌آقا. خودت مردی حالا پشیمون شدی؟ به مردم چه؟ مردم مگه منتر توأن که هر وقت خواستی بمیری، نخواستی زنده بشی؟ خب مرد مردن بهتره یا فحش شنیدن از مردوخ؟ آدم دلش می‌سوزه».

## انتشار
- ۱۳۷۸، انتشارات صنوبر[۱]
- ۱۳۷۶، مجله ادبیات داستانی، شماره ۴۵، صص ۳۴–۳۷[۳]

## اجراها
گفت‌وگوی بی‌پایان ستاره با مادرش در وقت مردن بارها در سالن‌های تئاتر شهرهای مختلف به‌روی صحنه رفته است.